# Департамент полиции Сан-Диего

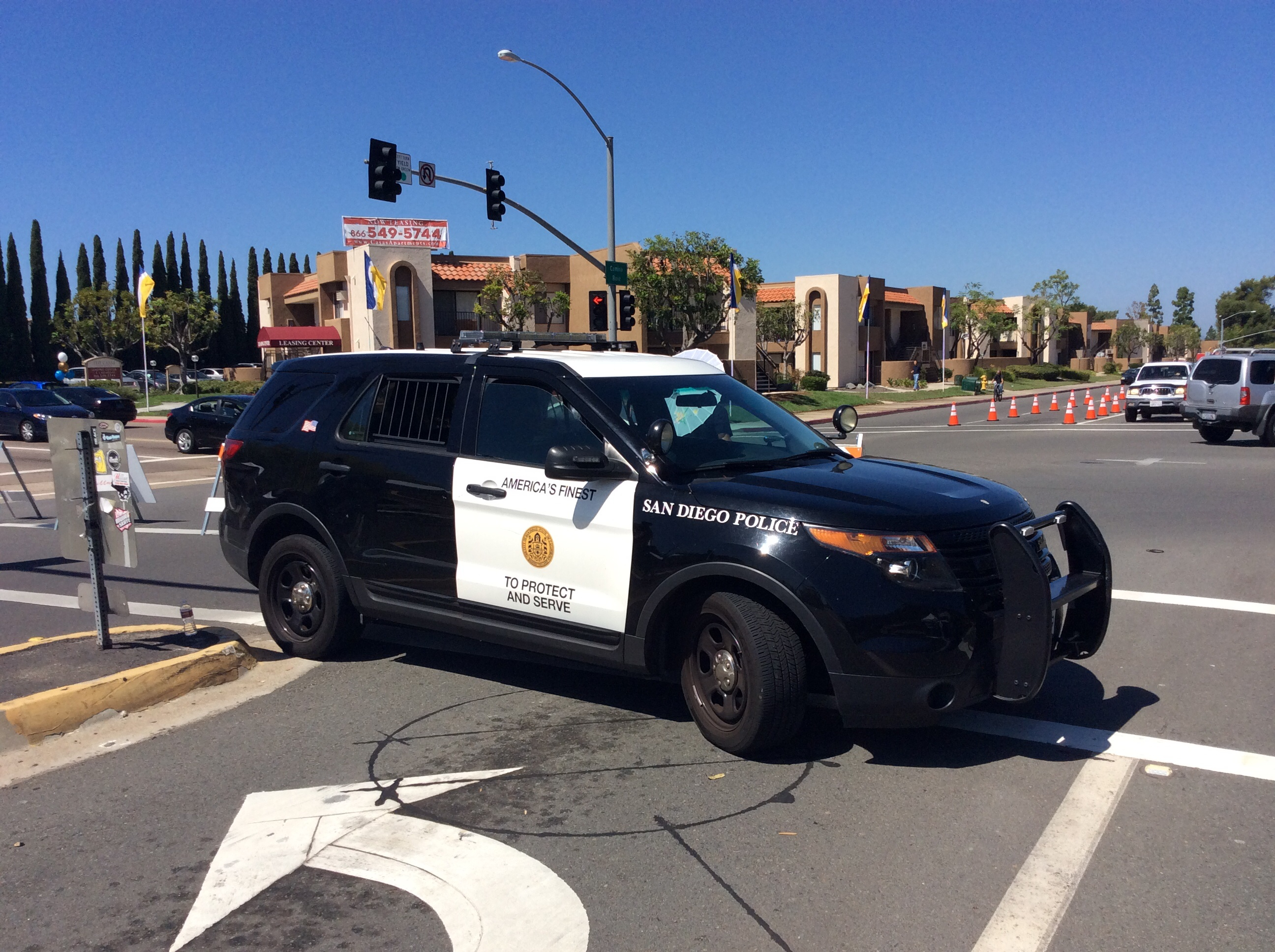
Внедорожник полиции Сан-Диего в Мира-Меса

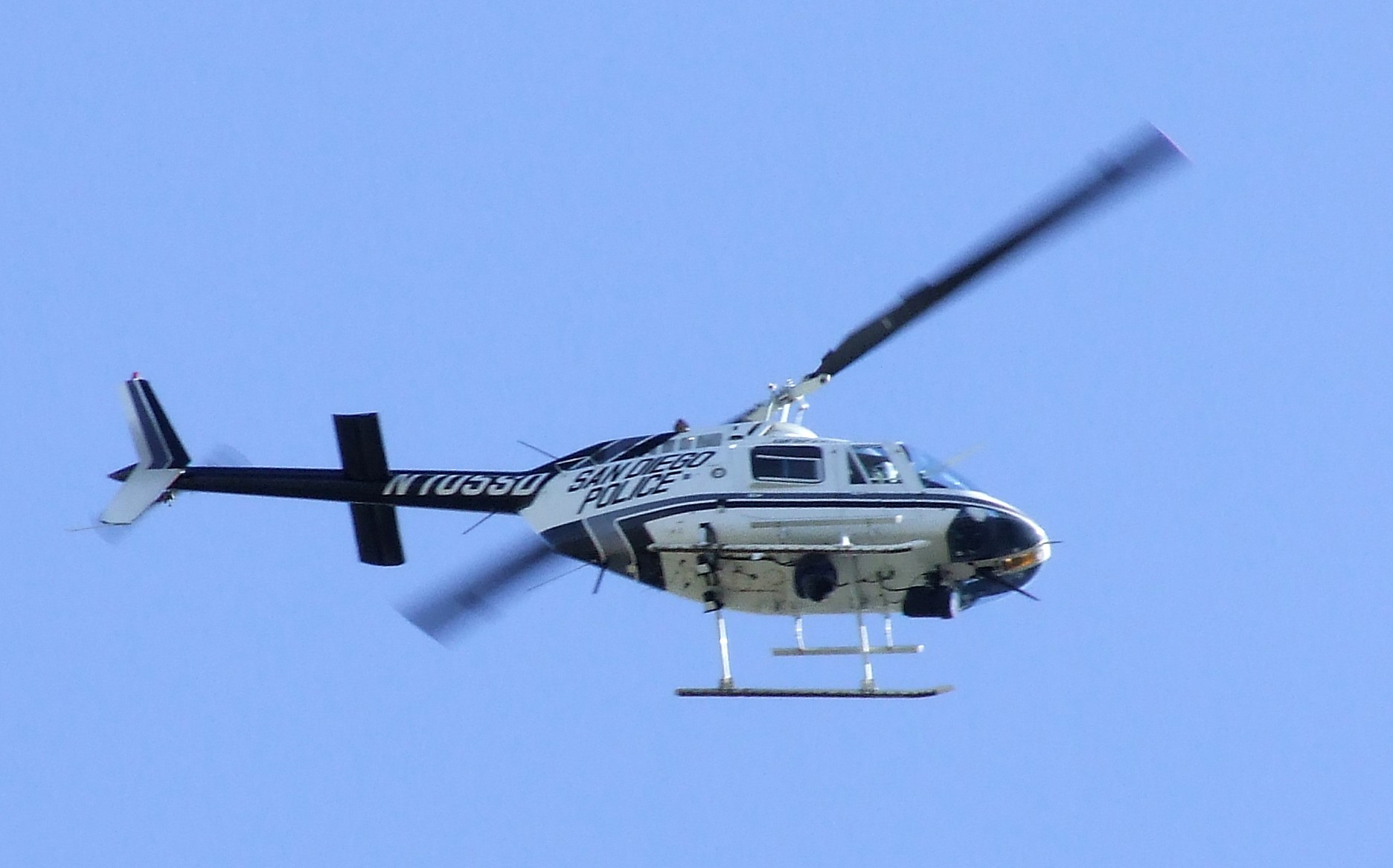
Вертолёт полиции Сан-Диего

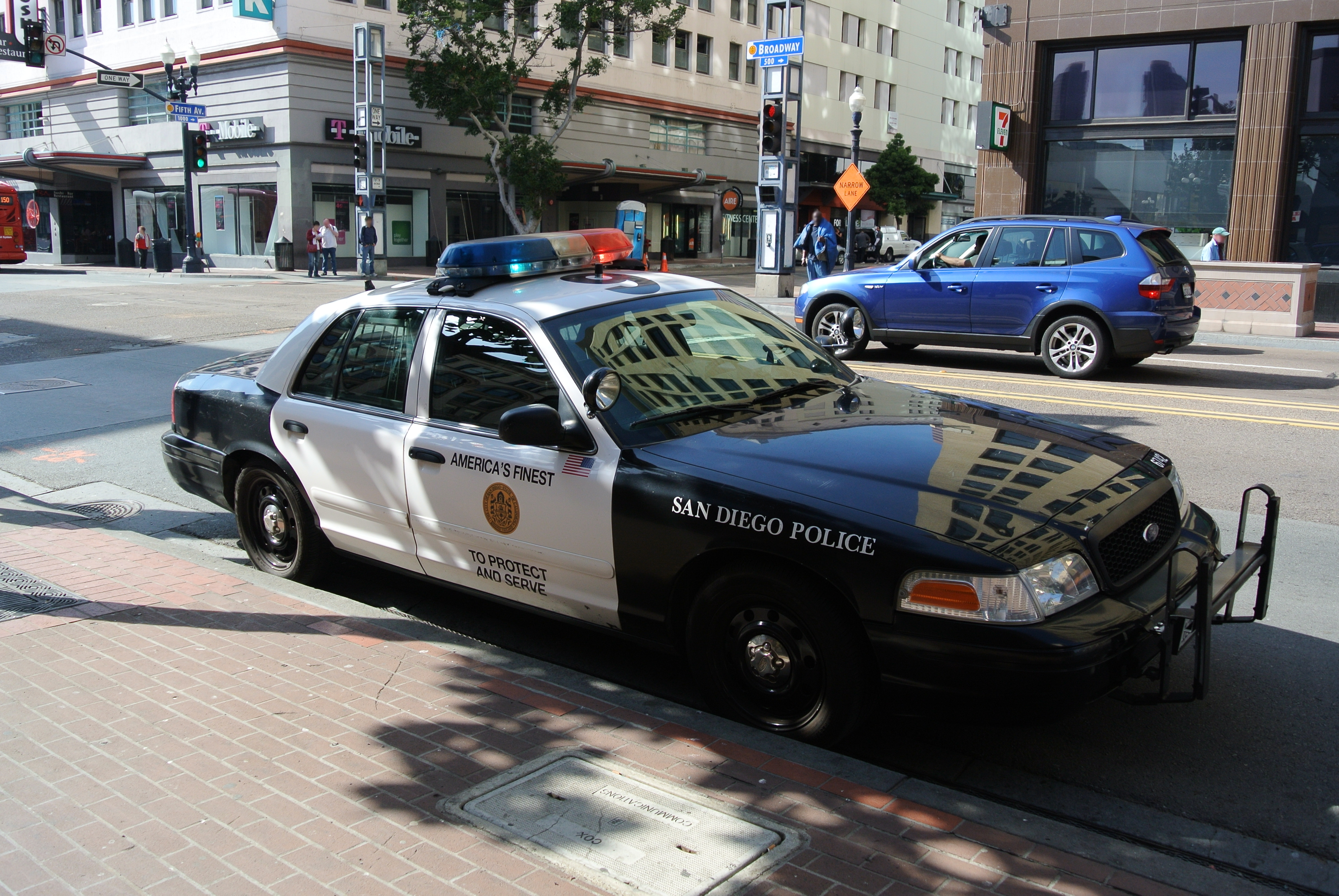
Машина полиции Сан-Диего в центре города

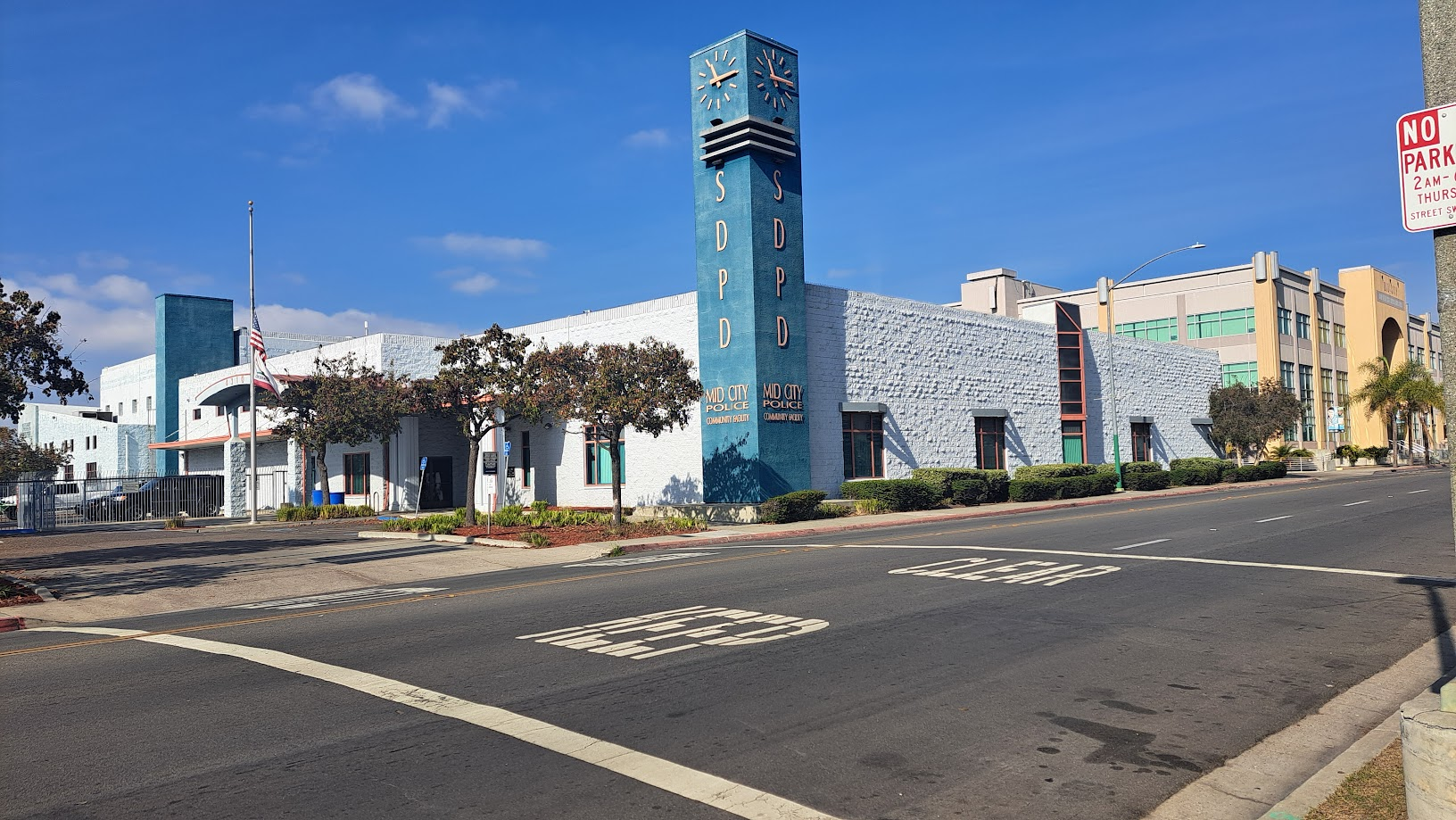
Подстанция Мид-Сити в Сити-Хайтс

Департамент полиции Сан-Диего (англ. San Diego Police Department, SDPD) — основной правоохранительный орган города Сан-Диего, штат Калифорния. Основан 16 мая 1889 года. В департаменте работает 1731 офицер и 601 гражданский сотрудник. Он обслуживает территорию площадью 343 квадратных мили с бюджетом более 537 миллионов долларов. Это второе по величине муниципальное полицейское управление в Калифорнии после Департамента полиции Лос-Анджелеса.

## История
До создания Департамента полиции Сан-Диего, правоохранительные функции в городе выполнял Городской маршал Сан-Диего с 1850 года. Первым Городским маршалом был Агостон Харашти, который в том же году назначил Ричарда Фримана на должность маршала, сделав его первым афроамериканским представителем закона в Калифорнии. В 1852 году из-за отсутствия желающих занять эту должность, должность Городского маршала была упразднена.
В 1885 году была восстановлена должность городского маршала, а в 1889 году, с принятием новой городской хартии, было создано полицейское управление. На момент создания все сотрудники полиции, кроме одного, были белыми, а один из них — сержант испанского происхождения. Шестой начальник полиции, Эдвард «Нед» Бушихед, также стал соучредителем газеты San Diego Union, предшественницы современной San Diego Union-Tribune.
В 1939 году управление переехало в свой штаб на Харбор-драйв, где располагалось до переезда в нынешнее здание в 1986 году. В 1998 году бывшее здание штаб-квартиры было внесено в Национальный реестр исторических мест. Во время Второй мировой войны треть сотрудников управления была призвана на военную службу в Вооружённые силы США. В 1973 году в управление впервые поступила женщина в форме.
В 1980-е годы управление полиции оказалось в центре дела, которое рассматривалось Верховным судом США и Девятым окружным судом — Колендер против Лоусона, 461 U.S. 352 (1983). В этом деле было признано неконституционным требование полиции к «бродягам» и «бездомным» предъявлять удостоверение личности. Это решение продолжает оказывать влияние на другие полицейские департаменты по всей стране. В это десятилетие офицеры также отреагировали на массовое убийство в ресторане McDonald's в Сан-Исидро. Кроме того, это был период, когда уровень смертности среди сотрудников полиции в этом городе был самым высоким среди крупных городов США.
Несмотря на все эти изменения и вызовы, на сегодняшний день департамент расширился, охватывая территорию от границы с Мексикой до Дел Мара, на северо-востоке до Эскондидо и на востоке до Ла Месы. Полиция Сан-Диего, какой мы её знаем сегодня, работает под руководством нового начальника и претерпевает значительные изменения, которых не наблюдалось десятилетиями. Эти изменения, как ожидается, будут реализованы в ближайшем будущем и вызывают опасения по поводу понижения в должности офицеров и структурных изменений в департаменте. Это свидетельствует о том, что предстоящие изменения в департаменте продолжаются, и мы сможем наблюдать их дальнейшее развитие. Новая организационная модель может привести к изменениям в стратегиях полиции, что, в свою очередь, может повлиять на то, как офицеры взаимодействуют с будущими уровнями преступности.

### Неправомерное поведение офицеров
12 марта 1987 года сотрудники полиции Сан-Диего провели обыск в доме Томми Дюбоза, гражданского служащего Военно-морских сил США. Целью обыска было вручение ордера на арест его сына Чарльза. По всей видимости, полицейские сначала постучали в дверь, а затем выломали её, не дожидаясь, пока кто-либо из находящихся внутри сможет её открыть. В ходе завязавшейся борьбы офицер Карлос Гарсия выстрелил в Дюбоза пять раз, четыре из которых попали в спину, в результате чего тот скончался на месте. Расследование показало, что форма, которую носили полицейские, не позволяла легко идентифицировать их как представителей правоохранительных органов, а также что команда не дала достаточно времени семье, чтобы открыть дверь. По итогам расследования не было рекомендовано предпринимать никаких действий против каких-либо из офицеров, и все они вернулись к выполнению своих обязанностей.
В феврале 2011 года сержанту Кену Дэвису были предъявлены обвинения в одном случае преследования, признанном уголовным преступлением, и трёх случаях неоднократного домогательства по телефону или через электронные средства связи в связи с его поведением по отношению к другому полицейскому. Дэвис не признал себя виновным и был отстранён от службы с сохранением заработной платы на время судебного разбирательства. Впоследствии он признал себя виновным в обмен на приговор, предусматривающий три года испытательного срока и десять дней общественных работ.
11 марта 2011 года полицейский из Сан-Диего Энтони Аревалос был арестован по 18 обвинениям, связанным с дорожными остановками, которые он проводил в период с 2009 по 2011 год. Его обвинили в сексуальном насилии в одном случае и в том, что он просил женщин отдать ему нижнее белье в обмен на то, чтобы не выписывать им штрафы. В ноябре жюри признало его виновным по нескольким пунктам, включая тяжкие преступления, такие как сексуальное насилие с применением ограничения свободы и нападение с применением силы со стороны сотрудника полиции. В результате судебных исков против города были заключены соглашения о выплате более 2 миллионов долларов в связи с преступлениями Аревалоса.
В 2011 году офицер полиции на мотоцикле Кристофер Холл, подозреваемый в вождении в нетрезвом виде после столкновения с автомобилем и последующего бегства с месте происшествия в Коста-Месе, покончил с собой, выстрелив себе в голову.
В июле 2012 года офицер полиции Дэниел Дана признал себя виновным в непристойном поведении в общественном месте, что является правонарушением, в обмен на снятие обвинения в сексуальном насилии над проституткой, которое было квалифицировано как преступление. Инцидент произошел в мае 2011 года, когда Дана вынудил проститутку вступить с ним в сексуальные отношения в его патрульной машине. После предъявления обвинения Дана покинул ряды полиции.
В ноябре 2014 года двое сотрудников полиции Сан-Диего, Брайс и Дженнифер Шарпантье, были арестованы за кражу со взломом домов в районе Сан-Диего. Они пытались украсть рецептурные обезболивающие препараты, чтобы удовлетворить свою наркотическую зависимость. Впоследствии оба были уволены из полиции Сан-Диего и приговорены к трём годам лишения свободы.
15 марта 2015 года в 5:00 утра офицеры полиции Сан-Диего прибыли на вызов о домашнем конфликте. Они разбудили Иэна Андерсона и его шестилетнего питбуля-поводыря Барберри. Андерсон открыл дверь и сообщил офицерам, что они ошиблись адресом. Видеозапись с камер наблюдения показывает, как Барберри подбегает к одному из офицеров, который «вытягивает руку, пытаясь успокоить собаку». Затем Барберри направляется ко второму офицеру, который на видеозаписи видно, как отступает. Офицер выхватывает пистолет и стреляет в собаку, убивая её.
17 марта 2015 года в San Diego Union-Tribune был опубликован материал, в котором сообщалось: «С января 2014 года диспетчер Департамента полиции Сан-Диего и анонимные пользователи Википедии пять раз редактировали или удаляли абзацы из раздела о нарушениях в работе полиции на странице Департамента полиции в Википедии. Эти правки, исключавшие упоминания негативной информации, были сделаны в период, когда полиция столкнулась с несколькими скандалами, связанными с нарушениями со стороны сотрудников».
17 марта 2015 года Министерство юстиции США рекомендовало Департаменту полиции Сан-Диего (SDPD) пересмотреть свои методы надзора после выявления случаев неправомерного поведения, когда офицеры совершали сексуальные домогательства в отношении женщин.
В январе 2020 года детектив Майкл Ламберт предоставил ложные сведения судье для получения ордера на обыск в рамках расследования убийства. Это привело к самоубийству подозреваемого и в 2021 году к решению суда на сумму шесть миллионов долларов против полицейского управления. Впоследствии Ламберт вышел в отставку.

## Система рангов
| Ранг                           | Знак отличия | Знаки отличия расположены |
| ------------------------------ | ------------ | ------------------------- |
| Начальник полиции              |              | Форменный воротник        |
| Заместитель начальника полиции |              | Форменный воротник        |
| Помощник начальника            |              | Форменный воротник        |
| Командир                       |              | Форменный воротник        |
| Капитан полиции                |              | Форменный воротник        |
| Лейтенант                      |              | Форменный воротник        |
| Сержант                        |              | Рукав                     |
| Детектив                       |              | Не надевается на форму    |
| Офицер 3 ранга                 |              | Рукав                     |
| Офицер 2 ранга                 |              | Никаких знаков отличия    |
| Офицер 1 ранга                 |              | Никаких знаков отличия    |
| Новобранец полиции             |              | Никаких знаков отличия    |

## Смерти при исполнении служебных обязанностей

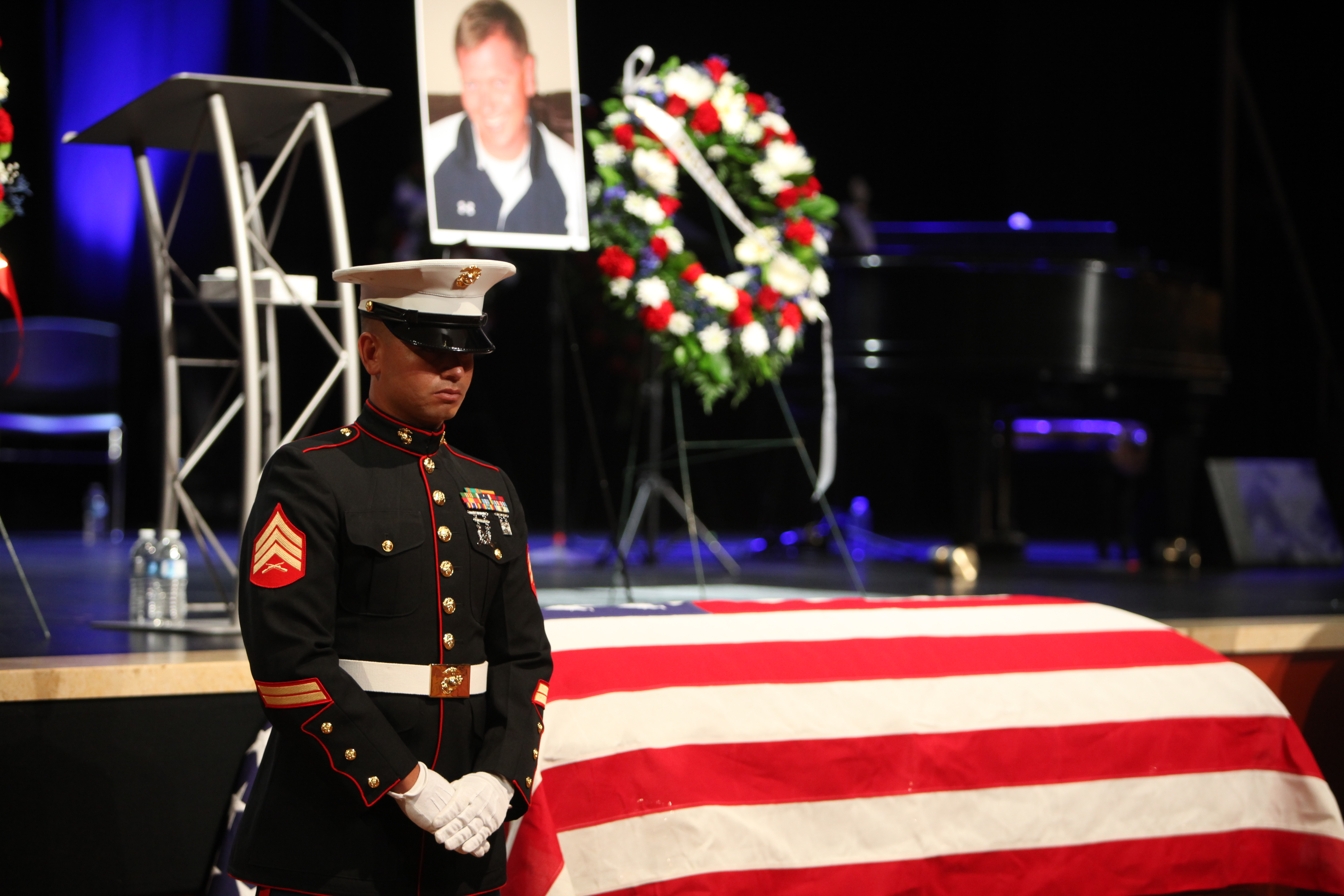
Во время поминальной церемонии по офицеру Джереми Хенвуду морские пехотинцы и полицейские стоят на карауле у его гроба в Сан-Диего, 12 августа 2011 год

По состоянию на январь 2025 года 37 офицеров погибли при исполнении служебных обязанностей с момента создания департамента.